# SO902i
FOMA SO902i（フォーマ・エス オー きゅう まる に アイ）は、ソニー・エリクソン・モバイルコミュニケーションズ（現・ソニーモバイルコミュニケーションズ）が開発した、NTTドコモによる第三世代携帯電話 (FOMA) 端末製品である。

## 概要
SO902iは、ソニー・エリクソン・モバイルコミュニケーションズ初となるFOMA端末。FOMA 90*シリーズ初のストレートタイプながらも高さは低く、他の902iシリーズ端末と同等の多くの機能や装備が、コンパクトなボディに収められた。かつてその小型さが話題を呼んだ、preminiシリーズを彷彿とさせるデザインである。このスタイルはFOMA STICK（フォーマ・スティック）と名付けられた。一方の面から見た場合は携帯電話、もう一方の面から見た場合はデジタルカメラとなるよう、両A面的なコンセプトのデュアルフロントデザインも特徴的である。カラーバリエーションはホワイト×ホワイト、レッド×レッド、ダークブルー×ブラウンの三種類。
オペレーティングシステムはSymbian OS 8.1で、マルチタスクを実現。日本語入力システムはPOBoxを採用。iチャネル・プッシュトークに対応。iアプリ『シムシティ3D for SO』がプリインストールされている。
ディスプレイは1.9インチ (QVGA) で、1平方メートルあたりの輝度が400カンデラのTFT液晶を搭載。傷が付きにくいウルトラハードコート処理によって、常時露出しているディスプレイ表面を保護してある。
背面にはFeliCa（iモードFeliCa）とカメラを装備している。318万画素CMOSイメージセンサによるデジタルカメラはオートフォーカスならびに手ぶれ補正機構を有し、高品質な静止画・動画の撮影を実現。撮影した画像や動画、その他マルチメディアファイルはメモリースティック Duoに保存する。
最大2GBのメモリースティック PRO Duoに対応するメモリーカードスロットを側面に備えている。
SO903iのような、高機能なデジタルオーディオプレーヤーは搭載していないが、AAC形式の楽曲ファイルであれば、iモーションとして再生できる。
小型化によって犠牲となった操作性については、ボタンを横一列ごと山なりに湾曲させたウェーブデザインキーを開発し解決を図っている。内蔵された白色発光ダイオード (LED) によって、暗所では文字が輝く。ボタンの誤操作を防止するロック機構は、側面のスライドスイッチによって切り替える。
バッテリーは、それまで発売されていたmova端末のSO505iシリーズ・SO506iシリーズ用に設計・販売されていたSO009に機械的・物理的な互換性を持つ、SO01が新たに設計・販売された。
よって、SO009に対応する端末では本機向けに設計されたSO01も使用することが可能で、その逆も使用可能である。
また、このSO902iをベースにし、新たに防水構造を取り入れたSO902iWP+が2006年6月30日に発売された。

## 歴史
- 2005年10月19日: D902i・F902i・N902i・P902i・SH902i とともに FOMA 902i シリーズの開発を発表。
- 2005年11月7日: 技術基準適合証明 (TELEC) の審査を通過（証明記号: 001XYAA1179）。
- 2005年12月13日: 電気通信端末機器審査協会 (JATE) による審査を通過（認定番号: A05-0522001）。
- 2006年3月21日: SO902i 発売。当初は2006年3月10日より発売開始と報じられていたが、製品の調整のためにずれ込んだ。
- 2006年6月30日: SO902iをベースに開発された防水端末、SO902iWP+発売。
- 2006年8月2日: 2006年7月以前に製造された約27万8,000台のSO902iを対象に、ソフトウェアアップデートの提供開始。

## 関連製品

### MISSING PIECE
『MISSING PIECE』（ミッシング・ピース）は、SO902iの開発コンセプトを紹介する書籍。合計18人の著名なデザイナー・写真家らが参加。全ページに渡って長方形の穴が開けられており、これらの作品はSO902iの実機をはめ込むことで完成する。
発行は博報堂と、博報堂クリエイティブ・ヴォックス、風とバラッド株式会社。有限会社バッハが全国の書店で販売する。税込価格3,500円。
なお、本書にSO902iは付属しない。

### HEAD PORTER製SO902i専用ケース
HEAD PORTERより、SO902i専用の端末ケースが発売された。Special Edition（税込5,775円）とStandard Edition（税込6,090円）の2種類。

## ギャラリー

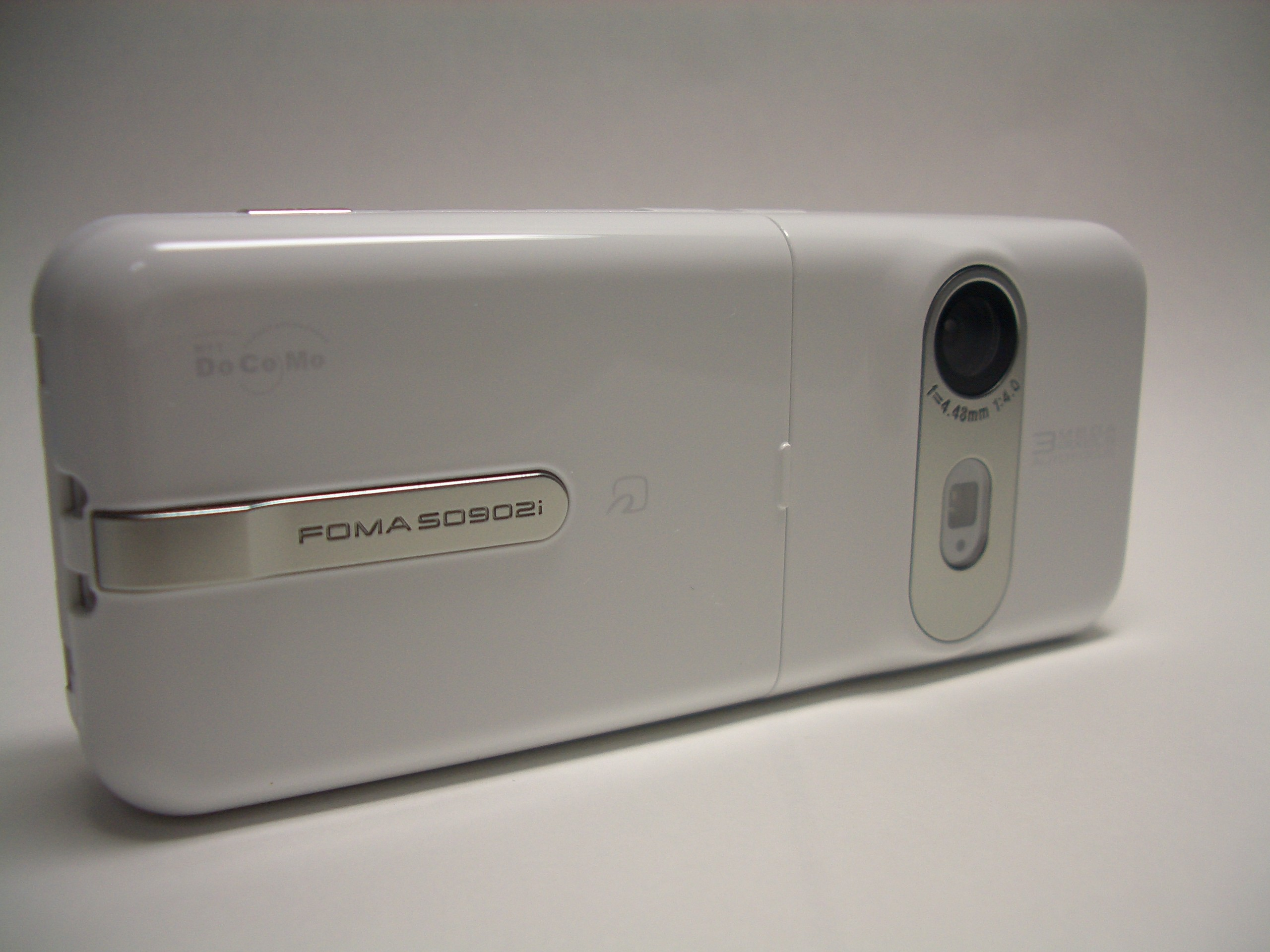
デュアルフロントデザイン
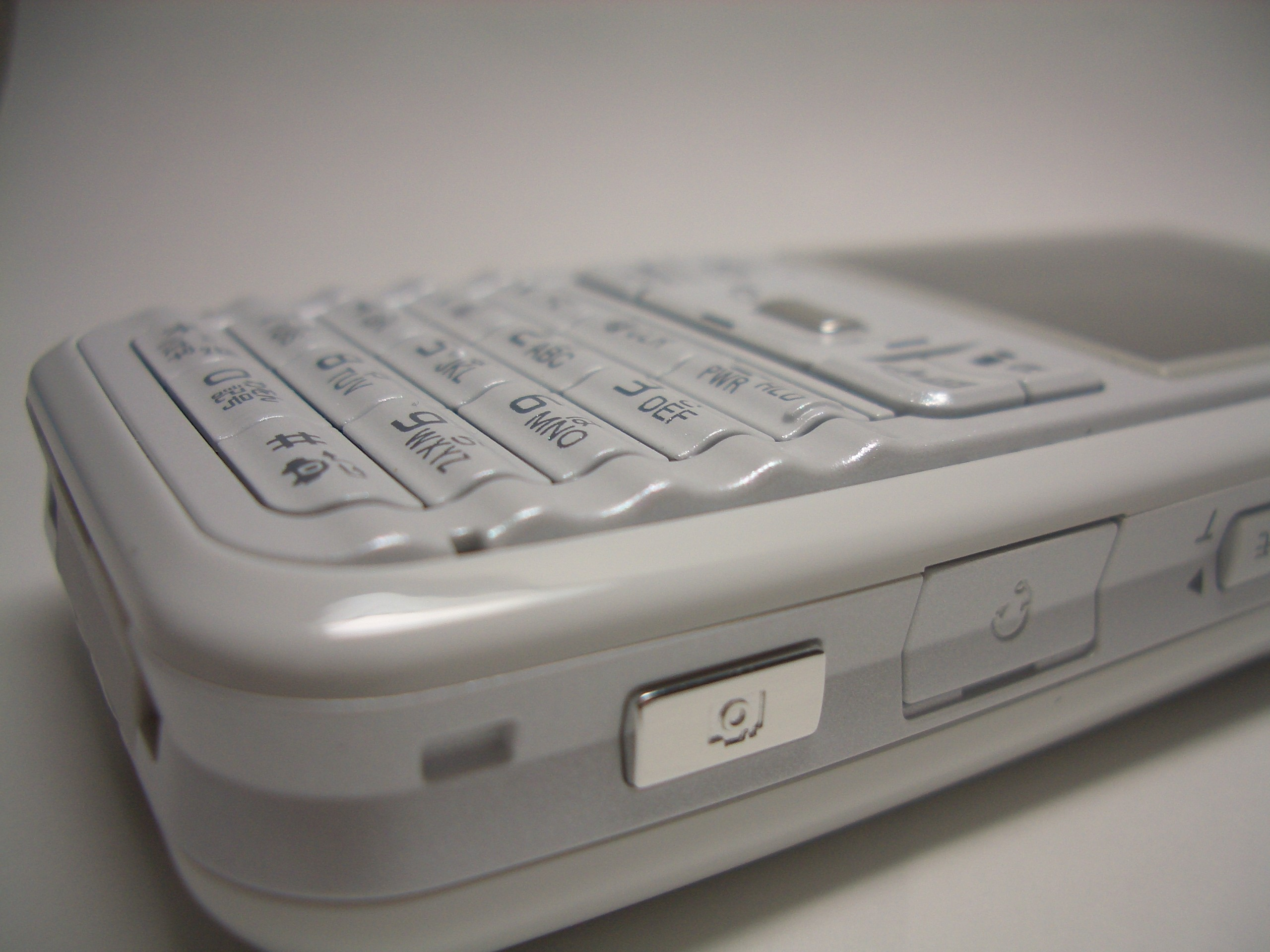
ウェーブデザインキー